# Hrabstwo Gasconade
Hrabstwo Gasconade (ang. Gasconade County) – hrabstwo w stanie Missouri w Stanach Zjednoczonych. Obszar całkowity hrabstwa obejmuje powierzchnię 526,09 mil2 (1 362 km²). Według danych z 2010 r. hrabstwo miało 15 222 mieszkańców. Hrabstwo powstało 25 listopada 1820 roku, a jego nazwa pochodzi od rzeki Gasconade, wywodzącej z kolei swą nazwę najprawdopodobniej od francuskich osadników pochodzących z Gaskonii.

## Sąsiednie hrabstwa
- Hrabstwo Montgomery (północ)
- Hrabstwo Warren (północny wschód)
- Hrabstwo Franklin (wschód)
- Hrabstwo Crawford (południowy wschód)
- Hrabstwo Phelps (południe)
- Hrabstwo Maries (południowy zachód)
- Hrabstwo Osage (zachód)
- Hrabstwo Callaway (północny zachód)

## Miasta
- Bland
- Gasconade
- Hermann
- Morrison
- Owensville
- Rosebud